# 卧龙传说-三国名将传
《卧龙传说-三国名将传》，是上海游易网络科技有限公司制作的的集换式卡片游戏。2014年4月，暴雪娱乐和网之易公司起诉游易网络称该游戏的游戏界面与《炉石传说》的游戏界面相似，并在公司网站宣称《卧龙传说》是中国版的《炉石传说》，要求游易网络停止侵权并赔偿500万元。2014年11月6日，上海市第一中级人民法院判决游易公司停止传播该游戏并赔偿33万余元人民币。